# ديك هيغينز
ديك هيغينز (بالإنجليزية: Dick Higgins)‏ هو كاتب وملحن وشاعر أمريكي، ولد في 15 مارس 1938 في كامبريدج في المملكة المتحدة، وتوفي في 25 أكتوبر 1998 في كيبك في كندا بسبب نوبة قلبية.

## وصلات خارجية
- ديك هيغينز على موقع قاعدة بيانات برودواي على الإنترنت (الإنجليزية)
- ديك هيغينز على موقع ديسكوغز (الإنجليزية)